# Spirydion Albański
Spirydion Jan Albański (Lwów, 4 oktober 1907 – Katowice, 30 maart 1992) was een Pools voetballer die als doelman speelde. Hij speelde voor clubs uit Lwów, tot in 1944 de Oder-Neissegrens werd verplaatst.
Albański speelde 18 wedstrijden voor het Pools voetbalelftal, een record voor Poolse doelmannen tijdens het Interbellum. Hij maakte zijn debuut op 5 juli 1931 in een wedstrijd tegen Letland. Hij maakte tevens deel uit van de Poolse selectie voor de Olympische Zomerspelen 1936, waar Polen na een 3-2 nederlaag tegen Noorwegen in de bronzen finale net naast een medaille viel.